# União Recreativo Social Olímpico
O União Recreativo Social Olímpico, mais conhecido pelo acrônimo URSO e anteriormente denominado de Clube Atlético Mundo Novo, é um clube de futebol sediado em Mundo Novo, no estado de Mato Grosso do Sul. Fundado em 1.º de janeiro de 1997, conquistou o título da segunda divisão estadual em 2016.

## Títulos
- Campeonato Sul-Mato-Grossense - Série B: 2016[5]